# Markus Kornschober
Markus Kornschober (* 11. Februar 1981 in Graz, Österreich) auch als Marc Korn bekannt, ist ein seit 2003 tätiger Musiker, Komponist, Produzent und Remixer.

## Leben
In seiner musikalischen Laufbahn veröffentlichte er mehr als 200 Singles, alleine und als Produzent oder Songwriter für Otto le Blanc, Darius & Finlay, Philipp Ray, Clubraiders etc. Seine eigenen Werke und Remixe wurden auf über 2500 Compilations wie Dream Dance, Future Trance, Trance Voices, Bravo Hits, Kontor etc. veröffentlicht. Zurzeit lebt und arbeitet er in Spanien. Er besitzt mit Bangpool Records ein eigenes Plattenlabel. Seit 2012 produziert er auch Musikvideos für Künstler wie Pitbull, Snoop Dogg, Nicki Minaj.

## Diskografie(Auswahl)

### Singles
2003:
- Golden Blue Eyes (vs. DJ The Bass)

2004:
- Summer Of Love
- Sing My Song
- Hear Me Cry (mit DJ Ramon Zerano)

2005:
- Living the Life (mit DJ E-MaxX & Nightclubbers)
- Sex (mit Ramon Zerano)
- Tears In My Eyes (mit DJ Ramon Zerano)
- Feel Free
- Spirit Of The Night
- Sing My Song

2006:
- Spirit Of The Night
- On My Way (vs. Mike Wind)

2007:
- Secret Of You (vs. San Danielle)
- Virgin Of Love (mit Ramon Zerano)

2008:
- Le Pardon
- Summer Of Love 2008

2009:
- Call Me (vs. Trusted Playaz feat. Mel W.)
- The Faces

2010:
- Till the End

2011:
- Der Mann Mit Dem Koks (feat. Mel)
- Fairytale Of Yesterday (feat. Natasha Anderson)

2012:
- Elena (feat. Miani)

2013:
- Aimes tu danser (mit Jaycee Madoxx & Zkydriver)
- Everybody Likes to Party (mit Clubraiders feat. Orry Jackson)

2014:
- More Than Enough (feat. Jaicko Lawrence)
- Holiday (mit Semitoo feat. CvB & Orry Jackson)
- Lift me up (mit Klubbingman feat. Craig Smart)

### Remixe
2003:
- Aquarius - Sex (Is Not The End)

2004:
- La Dance Inc. - (I Got U) In My Mind (vs. Sledge Hammer)

2005:
- Marc Korn & DJ Ramon Zerano - Tears In My Eyes (vs. Steve Twain)
- Royal Deejays - The Anthem
- Blue Thunder - Disconnected

2006:
- Ramon Zerano & Night Jumpers - Today
- DJ Marco Polo - Giro Tondo

2007:
- Basslovers United - Another Bitch
- Marc Korn vs. San Danielle - Secret Of You
- Paige Williams - So Much More
- Beat Camouflage vs. DJ Squared - Discobeat
- Miradey - La Lumiere

2008:
- Sonny feat. Berenice - Sex En La Playa
- Exclusive United - I Kissed A Girl (vs. Max Deejay)
- Dee & Taylor - Owner Of My Heart (vs. H2K)

2009:
- Klubbingman feat. Beatrix Delgado - Another Day Another Night
- Philipp Ray vs. Adagio Lovers - Wonderful Night
- Dave Santo - Highway To Disco
- Palm Springs - DJ Play This Song
- Deejay Advance - Amazing Love
- Paige Williams & Ramon Zerano - I'm An Illusion
- DJ Squared - It's My Life

2010:
- Dexter & Morgan - Hot Summer Breeze
- Kings Of Light - Is This The Light
- Nick Skitz - Tell Me Why
- Big City Angels - Top Of The Stars
- Crystal Hype feat. Natasha - Another Girl
- DJ Zkydriver - Jumping So High
- DJ Baseline - The Tracks Of Angels

2011:
- Deejay Advance - She Lives For The Music
- Philipp Ray feat. Nevermind - Tell Me Why I'm Crying Out
- Propellaheadz feat. Mel - Catwalk
- Chris Andrews & Leticia - Take Me To The Limit
- Crazy M - Pornoking
- Jack Brontes - Never Close Your Eyes
- Martin Van Lectro - Perfect Moment
- Mel W. - Stripper Girl

2012:
- Godlike Music Port - Jambo, Jambo, Jambo
- Malu Project - Heartbeat